# Šturec (dopływ Revúcy)
Šturec – prawy dopływ rzeki Revúca na Słowacji. Wypływa na wysokości około 950 m w leju źródliskowym pod północnymi stokami przełęczy Veľký Šturec (1010 m) w Wielkiej Fatrze na Słowacji. Spływa w kierunku północnym między dwoma grzbietami; po zachodniej stronie jest to grzbiet szczytu Šturec (1075 m), po wschodniej bezimiennego wierzchołka 1180 m. Uchodzi do Revúcy na wysokości około 700 m w górnej części miejscowości Liptovské Revúce.
Posiada dwa dopływy, obydwa prawostronne z doliny Veľká Sutecká. Cała zlewnia potoku Šturec to zalesione obszary Wielkiej Fatry, znajdujące się w strefie ochronnej Parku Narodowego Niżne Tatry.
Przez przełęcz Veľký Šturec i doliną potoku Šturec wiedzie kręta, górska droga, zbudowana jako strategiczne połączenie między środkową a północną Słowacją jeszcze w XVIII w. Przestała pełnić swe funkcje po wybudowaniu nowej szosy przez Przełęcz Donowalską.